# 觀音庵
觀音庵位於四川省南充市南部縣，文物遺址年代判定為明代。2007年6月1日公佈為四川省第七批文物保護單位，2019年10月7日公布为第八批全国重点文物保护单位。